# Ropica fulvostictica
Ropica fulvostictica är en skalbaggsart som beskrevs av Stefan von Breuning och De Jong 1941. Ropica fulvostictica ingår i släktet Ropica och familjen långhorningar.
Artens utbredningsområde är Sulawesi. Inga underarter finns listade i Catalogue of Life.